# کانادا
کانادا (به انگلیسی و فرانسوی: Canada)، کشوری در شمال قارهٔ آمریکای شمالی است که از ده استان و سه قلمرو تشکیل شده است. این کشور از شرق تا اقیانوس اطلس، از غرب تا اقیانوس آرام و از شمال تا اقیانوس منجمد شمالی گسترده است و از جنوب با ایالات متحده آمریکا همسایه است. کانادا با مساحت ۹٬۹۸۴٬۰۰۰ کیلومتر مربع، دومین کشور پهناور جهان از نظر مجموع مساحت و چهارمین کشور پهناور جهان از نظر مساحت خشکی است. مرز مشترک کانادا با ایالات متحده، طولانی‌ترین مرز زمینی در جهان است. پایتخت کانادا اُتاوا و تورنتو بزرگ‌ترین شهر آن کشور است. بخش زیادی از سرزمین کانادا به دلیل سرما و نزدیکی به قطب شمال، خالی از سکنه است.
حکومت کانادا یک پادشاهی مشروطه، فدرال و سکولار با دموکراسی پارلمانی است که در حال حاضر پادشاه چارلز سوم پادشاه این کشور است. ساختار پادشاهی کانادا، دولت فدرال، دو مجلس سنا و عوام، دولت‌های ایالتی و فرماندار کل که به عنوان نمایندهٔ چارلز ایفای نقش می‌کند، تشکیل شده است. رأی‌دهندگان کانادا و شهروندان نیز در قاعدهٔ این هرم قرار می‌گیرند. این کشور توسط دولت‌های مستقل از هم اداره می‌شود، که در مجموع زیر پوشش دولت فدرال قرار گرفته‌اند.
چارلز پادشاه بریتانیا، پادشاه کشور کانادا نیز هست و قانون به امضاء و به نام او رسمیت و ضمانت اجرایی پیدا می‌کند.
کانادا منابع طبیعی فراوانی دارد. آب و هوای آن سرد و در بیشتر نقاط قطبی است. البته آب و هوا در بخش جنوب غربی، جایی که شهر ونکوور در آن قرار دارد، معتدل است. آبشار نیاگارا، پهناورترین آبشار جهان هم در مرز این کشور با ایالات متحده قرار دارد. نزدیکی جغرافیایی این کشور به آمریکا سبب شده تا روابط اقتصادی کانادا و آمریکا بسیار گسترده باشد، به گونه‌ای که آمریکا و کانادا بزرگ‌ترین رابطه اقتصادی را در جهان دارند و حجم معاملات این دو کشور با هم از معاملات هر دو کشور دیگری در جهان بیشتر است. با این حال این رابطه اقتصادی قوی، زیان‌هایی هم برای کانادا در پی داشته است. آلودگی ناشی از فعالیت کارخانه‌های آمریکایی در نزدیکی مرز دو کشور یکی از این زیان‌هاست.
این کشور تا سال ۱۷۱۳ مستعمره فرانسه بود. در این سال بریتانیا کنترل آن را در دست گرفت. در یکم ژوئیه ۱۸۶۷ کانادا استقلال یافت. این کشور عضو کشورهای همسود (مشترک‌المنافع) است.
پایتخت سیاسی کانادا شهر اتاوا است، محلی که در آن مجلس فدرال کشور و خانهٔ فرماندار کل قرار دارد. او یک کانادایی است که به صورت تشریفاتی رئیس مملکت است و به عنوان نمایندهٔ پادشاه چارلز در کانادا خدمت می‌کند. هرچند فرماندار کل تمام امور را در دست ندارد اما در امور اجرایی به‌طور غیر مستقیم و در امور قضایی به‌طور مستقیم نقش دارد و مؤثر است. فرماندار کل، از سوی پادشاه و به سفارش نخست‌وزیر منصوب می‌شود.

## نام کانادا
نام کانادا از واژهٔ سرخ‌پوستی Kanata به معنی «دهکده» یا «سرپناه» می‌آید. در سال ۱۵۳۵، ساکنان این منطقه که اکنون با نام شهر کبک شناخته می‌شود، از این واژه استفاده کردند تا نشانی این محل را به ژاک کارتیه که مقصدش به سمت دهکدهٔ استاداکونا بود بدهند. کارتیه واژهٔ کانادا را هم برای آن دهکده و هم کل منطقه‌ای که در آن زمان به آن دونا کونا می‌گفتند، استفاده می‌کرد. در سال ۱۵۴۷ در نقشه‌ها نیز با همین عنوان کانادا ثبت شد.

## تاریخ کانادا

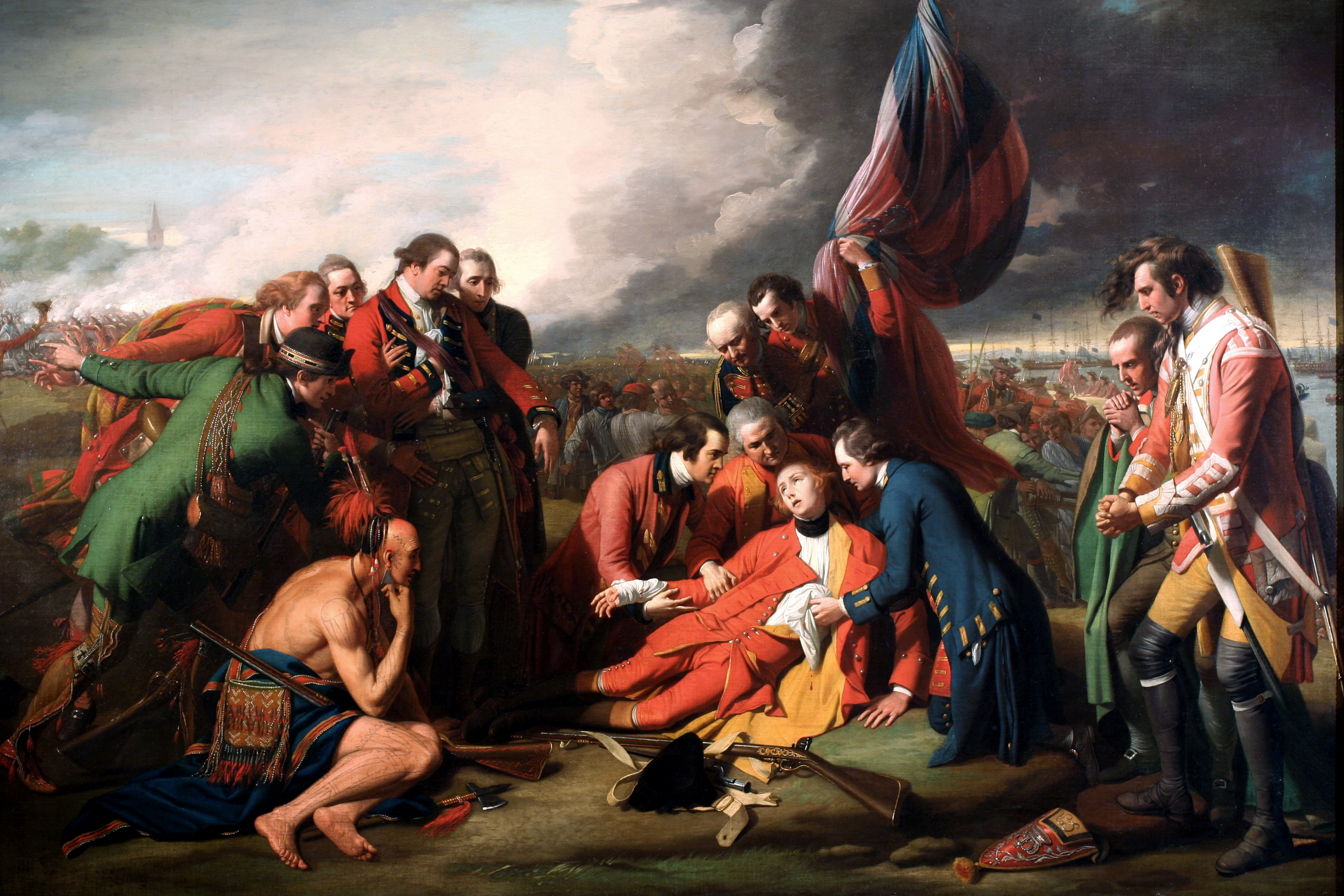
مرگ ژنرال ولف اثر بنجامین وست. جیمز ولف فرمانده نیروهای بریتانیایی در نبرد کبک به سال ۱۷۵۹ بود. نیروهای او در این جنگ پیروز شدند اما خودش با گلوله‌های فرانسوی‌ها از پا درآمد.

آثار به‌دست‌آمده از زندگی نخستین بومیان کانادایی که در بخشی از این کشور به مدت طولانی ساکن بودند و نیز بررسی‌های باستان‌شناسی در شمالی‌ترین بخش کشور، یوکان نشان می‌دهد که زندگی در آن به ۲۶۵۰۰ سال پیش و در جنوبی‌ترین بخش به ۹۵۰۰ سال پیش برمی‌گردد.
در سال ۱۴۹۷، جان کابوت پس از رسیدن به سواحل نیوفوندلند، یک مستعمرهٔ بریتانیایی ایجاد کرد. حدود ۴۰ سال بعد، ژاک کارتیه به دهانه رود سن لوران (در نزدیکی شهر مونترال) قدم گذاشته و مستعمره‌ای فرانسوی بنا نهاد. از آن پس، مهاجران بریتانیایی بیشتر در سواحل دریا و خلیج هادسن مستقر شدند، در حالی که فرانسویان بیشتر به سوی مناطق داخلی کانادا روان شدند. در سال ۱۷۸۳، بریتانیا کنترل بخش فرانسوی‌نشین کانادا (استان کبک کنونی) را نیز در اختیار گرفت.

## سیاست، دولت و قانون
با افزودن لایحهٔ الحاقی قانون اساسی که در روز اول ژوئیه سال ۱۸۶۷ به تصویب رسید، استقلالش را از بریتانیای کبیر اعلام کرد. این روز به نام روز کانادا ثبت شد. نوع حکومت کانادا، سلطنت مشروطه فدرال، همراه با نظام پارلمانی است. این کشور از ده استان و سه قلمرو جداگانه تشکیل شده که مردم آن چند فرهنگی هستند. در سطح فدرال، زبان‌های رسمی کانادا، انگلیسی و فرانسوی در سطح یکسان است. در قوانین دولت کانادا اگر فرزندی در خاک کانادا متولد شود تابعیت کشور کانادا را دارد.

### نظام حقوقی

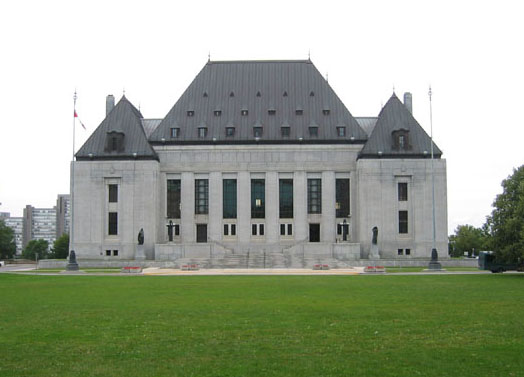
دادگاه عالی کانادا در اتاوا در غرب پارلمان

کانادا پیرو نظام حقوقی کامن لا (برگرفته از حقوق انگلستان) است، به استثنای استان کبک که نظام حقوقی آن بر مبنای ترکیبی از سیستم حقوق نوشته (سیویل لا) و کامن لا بنا شده است.
پارلمان کانادا و مجالس ایالتی و منطقه ای هر دو اختیار وضع قوانین را دارند. پارلمان می‌تواند برای کل کانادا قانون وضع کند اما صرفاً در خصوص موضوعاتی که در قانون اساسی تجویز شده است. مجلس ایالتی یا منطقه ای صرفاً می‌تواند در خصوص موضوعات مربوط به داخل مرزهای ایالت قانون وضع کند.
وزیر دادگستری برای ارایه خدمات حقوقی از قبیل تهیه پیش نویس قوانین و ارایه مشورت به دولت مسئولیت دارد.
مانند دیگر کشورهای پیرو کامن‌لا، دادگاه عالی نقش مهمی در معرفی قوانین این کشور بازی می‌کند و قدرت لغو قوانین مغایر با قانون اساسی را داراست. دادگاه عالی این کشور، بالاترین مرجع قضایی کشور است و توسط قاضی ارشد، ریاست می‌شود. ۹ عضو آن توسط فرماندار کل به پیشنهاد نخست‌وزیر انتخاب می‌شود.
تمامی قضات در سطح عالی و تجدیدنظر (استانی) توسط فرماندار، به پیشنهاد نخست‌وزیر و وزیر دادگستری، بعد از مشورت با سازمان‌های قانونی غیردولتی منصوب می‌شوند. اعضای کابینهٔ فدرال، دادگاه‌های عالی در سطح استانی و کشوری، انتخاب می‌کنند. پست‌های قضایی در سطح استانی و کشوری، توسط دیگر دولتمردان، انتخاب می‌شوند.
قوانین مربوط به جرم و جنایت منحصراً در اختیار مسئولان فدرال است و در سرتاسر کانادا یکی است. سازمان‌های اجرای قوانین، مانند دادگاه‌های جنایی، در هر استان به عهده یک فرد است، اما در مناطق روستایی، نظارت برعهدهٔ پلیس سواره نظام سلطنتی کانادا (RCMP) است.

## تقسیمات کشوری
کانادا به ۱۰ استان و ۳ ناحیه یا قلمرو تقسیم شده است. استان‌ها در مجموع استقلال زیادی از دولت مرکزی دارند، اما، درجهٔ این آزادی عمل در نزد قلمروها کمتر است. مهم‌ترین استان از لحاظ اقتصادی و سیاسی استان انتاریو است که شهرهای تورنتو و اتاوا در آن قرار دارند. کِبـِک، آلبرتا، بریتیش کلمبیا، منیتوبا، نیوبرانزویک، نیوفاندلند و لابرادور، نووااسکوشیا، انتاریو، جزیرهٔ پرینس ادوارد آیلند و سسکچوان استان‌های این کشور هستند. ۳ قلمروی آن نوناووت، قلمروهای شمال غربی و یوکان است. نوع حکومت در استان‌ها، فدرالیسم با درجهٔ خودمختاری بیشتر، از دولت فدرال است که این خودمختاری در نوع حکومت قلمروها کمتر به چشم می‌خورد. هرکدام از این دو بخش، یعنی استان‌ها و قلمروها، دارای فهرستی از سمبل‌های منحصر به خود هستند.
استان‌ها، مسئول اکثر برنامه‌های اجتماعی، مانند مراقبت‌های بهداشتی، آموزش و پرورش و رفاه عمومی (کمک‌های مالی) هستند و با هم بیشتر درآمد را از دست فدرال دریافت می‌کنند، که این اصل تقریباً در میان ساختار حکومتی کشورهای متحد در جهان، وجود دارد. دولت فدرال، با اعمال قدرت خود می‌تواند سیاست‌های ملی را در مناطق استانی نیز، به اجرا بگذارد، مانند لایحهٔ الحاقی بهداشت کانادا؛ که البته مسئولان استانی می‌توانند آن‌ها را نادیده بگیرند، اما این مسئله در عمل به ندرت اتفاق می‌افتد. برابرسازی پرداختی‌ها (حقوق)، توسط دولت فدرال صورت گرفت تا به مردم اطمینان ببخشد که استانداردهای برابری در مورد ارائهٔ خدمات و اخذ مالیات، در میان استان‌های فقیر و غنی، ارائه می‌شود.
تمام استان‌های این کشور اعضای قوهٔ مقننه که از سرتاسر ایالات و استان‌ها انتخاب می‌شوند و ریاست آن به عهدهٔ نخست‌وزیر است را انتخاب می‌کنند، به همان روشی که خود نخست‌وزیر انتخاب می‌شود. هر استان همچنین دارای یک بخش است که نمایندهٔ پادشاه چارلز است، همانند استاندار کانادا، که به پیشنهاد نخست‌وزیر کانادا به این سمت منصوب می‌شود که در سال‌های اخیر، در اینباره با دولت‌های استانی نیز، مشورت می‌شود.

### استان‌ها و قلمروها
استان‌ها عهده‌دار چرخاندن برنامه‌های اجتماعی کشور هستند و همراه دولت فدرال به جمع‌آوری مالیات می‌پردازند. هم‌زمان، دولت فدرال می‌تواند برنامه‌های ملی خود را به سرتاسر کشور معرفی کند، ولی اختیار شرکت در این برنامه‌ها با خود استان‌هاست. دولت فدرال عهده‌دار میزان کردن ثروت میان  استان‌هاست، و برای این منظور همه‌ساله مقداری از درآمدهای استان‌های دارا را میان استان‌های ندار پخش می‌کند. تمامی استان‌ها و قلمروها مجلس قانون‌گذاری مخصوص خود را دارند.

## جغرافیا

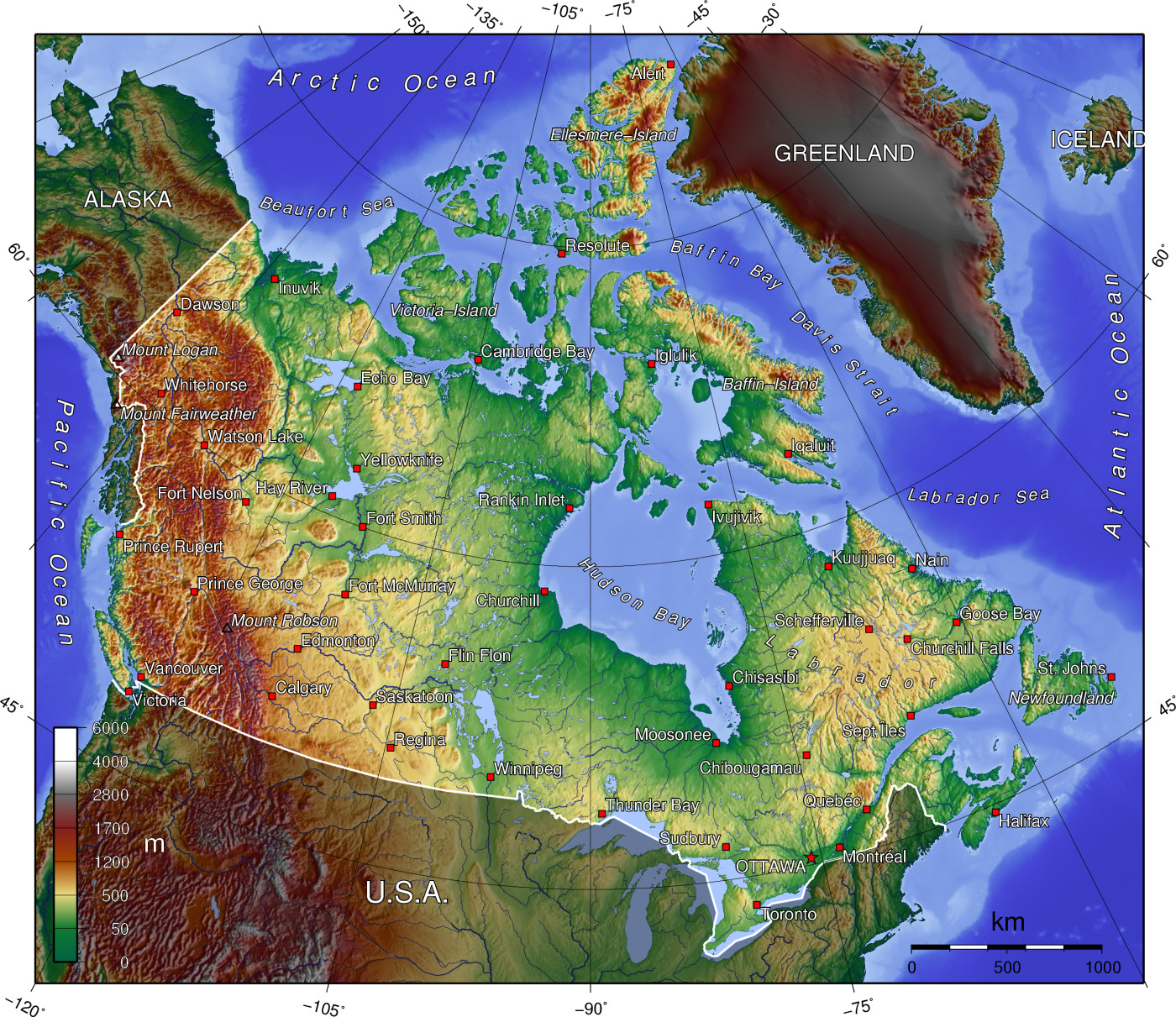
نقشهٔ جغرافیای طبیعی کانادا و شهرهای بزرگ

کانادا دومین کشور بزرگ دنیاست، ولی جمعیت نسبتاً کمی دارد. با آن‌که گستردگی کانادا از همسایه‌اش آمریکا بیشتر است، جمعیتی برابر ۱۱ درصد جمعیت آمریکا دارد (۳۲ میلیون نفر در سال ۲۰۰۴).
کانادا کشوری نوین و دارای فناوری پیشرفته است و توان فراهم کردن انرژی سوختی خود از منابع درون‌مرزی را دارد. این کشور دارای منابع گستردهٔ طبیعی است، و برخی از استان‌های آن وابستگی سنگینی به بهره‌گیری از این منابع دارند.
آب و هوای کانادا روی هم رفته سرد و در بیشتر جاها قطبی است. البته آب و هوا در بخش جنوب غربی، جایی که شهر ونکوور و جزیره ونکوور از استان بریتیش کلمبیا در آن قرار دارند، معتدل است. تورنتو نیز که از شهرهای مهم این کشور است از نظر پویندگی‌های بورسی در جهان بین ۱۰ کشور نخست از نظر بورس است. آب و هوای تورنتو سرد و جنگل‌های تایگا در این کشور دیده می‌شود برج سی ان در تورنتو نخستین برج بلند مخابراتی جهان است.

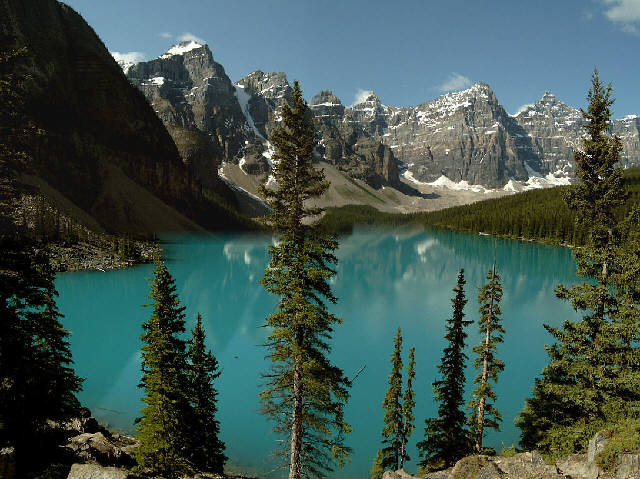
دریاچه مورین در پارک ملی بنف، استان آلبرتا

در بیرون از شهر آبشار نیاگارا جای دارد که بزرگ‌ترین آبشار از دید پهنا است و یک دهکده رؤیایی نیز به همین نام (نیاگارا) هست. نزدیک به نیمی از پهنای کانادا را فلات لارنسی می‌سازد، منطقه‌ای کما بیش هموار پوشیده از سنگ سخت که خلیج هودسون را دربردارد و تا ژرفای سرزمین‌های درونی رخنه می‌کند. پایانی دور از دریای این فلات سراشیب تندی دارد که در شرق در کنار زمین‌های پست پیرامون رود لارنس و دریاچه‌های بزرگ پیدا است. به سوی غرب رشته‌ای از دریاچه‌های بیشتر (دارای دریاچهٔ وینیپگ) مرز با جلگه‌های سبزه زار میانی را جدا ساخته می‌کند. منطقهٔ کوهستانی گسترده‌ای – با بیش از ۸۰۰ کیلومتر پهنا – در غرب جلگه‌ها جای دارد. این رشته کوه‌های غربی متشکل است از کوه‌های راکی مکنزی کرانی و سنت الایاس که دارای بلندترین قله کاناداست.
آب و هوا: بیشتر بخش‌های کانادا، تابستان‌های معتدل و زمستان‌های سرد و دراز و منتهای درجات دما را دارد. آب و هوای شمال دور قطبی است. در کران اقیانوس آرام میانگین دما در زمستان تنها کمی بالاتر از دمای یخ‌زدگی است. در بیشتر بخش‌های بریتیش کلمبیا ریزش باران سنگین است. در دیگر جاهای کشور اندازه کل بارندگی میانگین یا کم است. کمابیش در همه کانادا برف سنگینی در زمستان‌ها می‌بارد.

## جمعیت و زبان
| دین در کانادا (سرشماری ۲۰۲۱) | دین در کانادا (سرشماری ۲۰۲۱) | دین در کانادا (سرشماری ۲۰۲۱) | دین در کانادا (سرشماری ۲۰۲۱) | دین در کانادا (سرشماری ۲۰۲۱) |
| ---------------------------- | ---------------------------- | ---------------------------- | ---------------------------- | ---------------------------- |
| دین                          | دین                          |                              | درصد                         | درصد                         |
| مسیحی                        | مسیحی                        |                              | ۵۳٫۳٪                        | ۵۳٫۳٪                        |
| بی‌دینی                       | بی‌دینی                       |                              | ۳۴٫۶٪                        | ۳۴٫۶٪                        |
| اسلام                        | اسلام                        |                              | ۴٫۹٪                         | ۴٫۹٪                         |
| هندو                         | هندو                         |                              | ۲٫۳٪                         | ۲٫۳٪                         |
| سیک                          | سیک                          |                              | ۲٫۱٪                         | ۲٫۱٪                         |
| بودایی                       | بودایی                       |                              | ۱٫۰٪                         | ۱٫۰٪                         |
| یهودیت                       | یهودیت                       |                              | ۰٫۹٪                         | ۰٫۹٪                         |

جمعیت کانادا بر طبق آخرین برآوردها حدود ۳۷٫۷ میلیون نفر است. حدود چهار پنجم مردم کانادا در نوار جنوبی کشور یعنی شهرهایی که کمتر از ۱۵۰ کیلومتر تا مرزهای آمریکا فاصله دارند زندگی می‌کنند.
پاسخ دهندگان در سرشماری ۲۰۲۱ کانادا بیش از ۴۵۰ «منشا قومی یا فرهنگی» را خود گزارش کردند. گروه‌های قومیتی اصلی انتخاب شده عبارتند از: اروپایی (۵۲/۵ درصد)، آمریکایی شمالی (۲۲/۹ درصد)، آسیایی (۱۹/۳ درصد)،  بومیان آمریکای شمالی (۶/۱ درصد)، آفریقایی (۳/۸ درصد)، لاتین، آمریکای مرکزی و جنوبی (۲/۵ درصد)، کارائیبی (۲/۱ درصد)، اقیانوسی (۰/۳ درصد) و سایر (۶ درصد). بیش از ۶۰ درصد از کانادایی‌ها یک منشأ نژادی واحد را گزارش کردند، و ۳۶ درصد گزارش کردند که منشأ قومی متعددی دارند.
کانادا تراکم جمعیتی بسیار پایینی دارد. این کشور به لحاظ وسعت دومین کشور دنیا و به لحاظ جمعیت کشور سی‌وهشتم دنیاست. کانادا بالاترین نرخ سرانه مهاجرپذیری در دنیا را دارد؛ یعنی نسبت تعداد افرادی که هر سال به کانادا مهاجرت می‌کنند به جمعیت کانادا بیشتر از هر کشور دیگری است. بیش از ۳۴ گروه قومی با جمعیت بیشتر از صد هزار نفر در این کشور زندگی می‌کنند که یکی از این گروه‌ها ایرانیان هستند. جمعیت ایرانیان کانادا نیز به سرعت در حال رشد است. به طوری که در سرشماری سال ۲۰۰۶ جمعیت ایرانیان و ایرانی‌تبارها ۱۲۱ هزار نفر بود اما در سرشماری سال ۲۰۱۶ مرکز آمار کانادا این رقم به حدود ۲۱۰ هزار نفر رسید؛ یعنی میانگین رشد سالانه ۳۴ درصدی مهاجران ایرانی در این ده سال ثبت شده است.
هرچند کانادا پس از روسیه بزرگ‌ترین کشور جهان است، اما جمعیت آن تنها، حدود یک‌پنجم جمعیت روسیه است. نزدیک به ۹۰ درصد از جمعیت این کشور در امتداد مرز جنوبی آن، تا فاصله ۲۰۰ کیلومتری آمریکا زندگی می‌کنند. پرجمعیت‌ترین شهرهای کانادا به ترتیب تورنتو (۲٬۶۰۰٬۰۰۰ نفر)، مونترآل (۱٬۶۰۰٬۰۰۰ نفر)، کلگری (۱٬۰۲۰٬۰۰۰ نفر)، اتاوا (۸۱۲٬۰۰۰ نفر)، ادمونتون (۷۱۲٬۰۰۰ نفر)، میسیساگا (۶۶۸٬۰۰۰ نفر)، نورث یورک (۶۳۶٬۰۰۰ نفر)، وینیپگ (۶۳۲٬۰۰۰ نفر)، اسکاربرو (۶۰۰٬۰۰۰ نفر) و ونکوور (۶۰۰٬۰۰۰ نفر) هستند.

### جمعیت فرانسوی زبان
زبان فرانسه زبان مادری حدود ۶٫۶ میلیون کانادایی است. بیشتر فرانسوی‌زبانان در استان کبک زندگی می‌کنند، اما در حدود ۱ میلیون نفر از آن‌ها در استان‌های دیگر کانادا به سر می‌برند. حدود ۷۶ درصد از فرانسوی‌زبانان بیرون استان کبک، در استان‌های انتاریو و نیوبرانزویک زندگی می‌کنند. زبان فرانسوی به همراه زبان انگلیسی، دو زبان رسمی در کانادا محسوب می‌شوند.

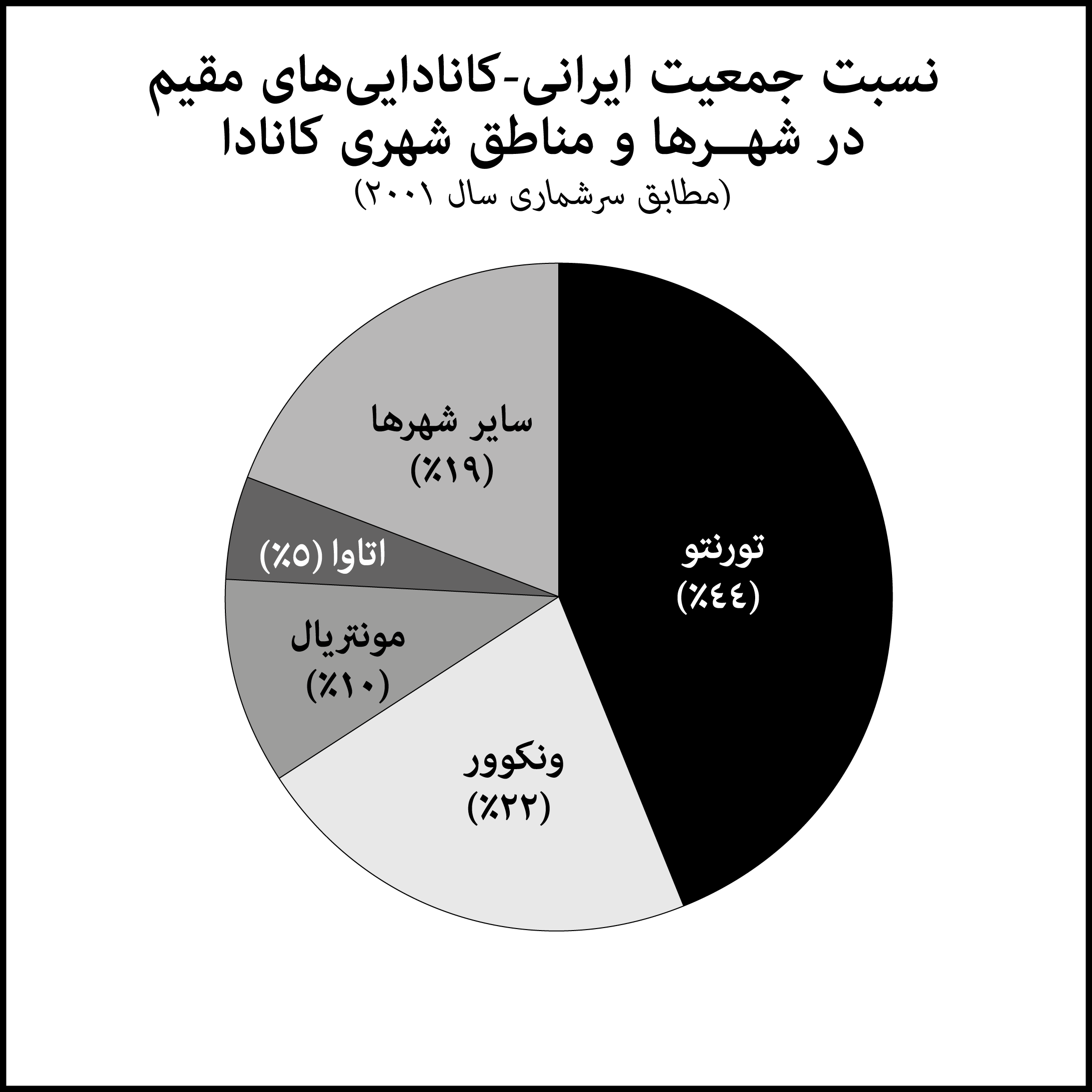
جمعیت ایرانی-کانادایی‌ها در شهرهای کانادا بر اساس آمار سال ۲۰۱۱

### مهاجرت به کانادا
در سال‌های اخیر مهاجرت به کانادا افزایش چشمگیری داشته است و افراد بسیاری از سراسر جهان برای زندگی به این کشور سفر می‌کنند. امنیت بالا، ثبات اقتصادی، برخورداری از نظام آموزشی برجسته و تنوع قومی از جمله دلایلی است که مهاجرت به کانادا را چنین پرطرفدار ساخته است. در واقع طبق آخرین نظرسنجی مؤسسه گالوپ مردمان کانادا بیشترین میزان پذیرش را نسبت به مهاجران داشته و تأثیر آن‌ها را در اقتصاد و فرهنگ کشور خود امری مثبت می‌دانند.

### ایرانیان کانادا
بر پایه آمار رسمی ارائه شده از سوی مرکز آمار کانادا در سال ۲۰۱۶ میلادی حدود ۲۱۰ هزار ایرانی یا ایرانی‌تبار ساکن کانادا بوده‌اند.
بر پایه آمارهای قبل از آن، در سال ۲۰۱۱ در این کشور ۱۶۳٬۲۹۰ نفر ایرانی زندگی می‌کرده‌اند که ۸۳٬۴۹۵ نفر از ایشان مرد و ۷۹٬۸۰۰ نفر زن بوده‌اند. در سرشماری سال ۲۰۰۶ جمعیت ایرانی‌تبارها ۱۲۱٬۵۰۵ بوده که این دو رقم بیش از ۳۴٪ رشد جامعه ایرانیان کانادا را طی ۵ سال نشان می‌دهد.

### مسلمانان کانادا
بیش از یک میلیون مسلمان از قومیت‌های گوناگون که عمدتاً مهاجرند، در کانادا زندگی می‌کنند. محل اقامت مسلمانان این کشور به ترتیب تراکم جمعیت آنان، عبارت است از شهرهای تورنتو، مونترآل، ونکوور، اتاوا، وینزر و برخی شهرهای دیگر مانند هالیفکس، کیچنر، واترلو، ادمنتون و وینی‌پگ.

## نیروهای نظامی

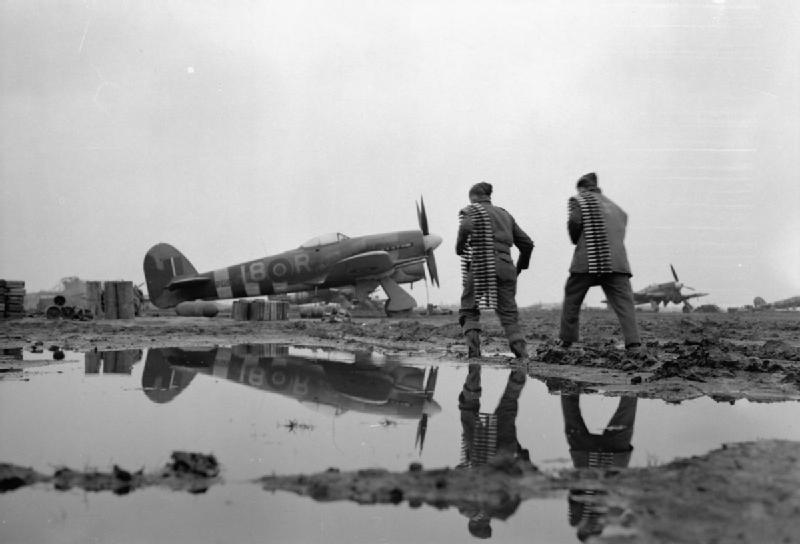
دو سرباز کانادایی در هلند به سوی یک هواپیمای هاوکر تایفون حرکت می‌کنند. کانادا در پایان جنگ جهانی دوم چهارمین نیروی هوایی بزرگ دنیا را در اختیار داشت.

کانادا از اعضای ناتو (سازمان اتحاد کشورهای آتلانتیک شمالی) است و نیروهای مسلح کانادا (CF)، شامل نیروی زمینی ارتش، نیروی دریایی کانادا و نیروی هوایی می‌شود. تجهیزات اصلی CF، شامل ۱۴۰۰ وسیلهٔ نقلیهٔ جنگی زره پوش، ۳۴ کشتی جنگی و ۸۶۱ هواپیمای جنگی است.

## نظام آموزشی
نظام آموزشی کانادا از یک سیستم فدرال برخوردار نبوده و هرکدام از  استان‌ها در زمینه سیاست‌های آموزشی دارای خودمختاری هستند.
نظام آموزشی و ساختار آن در ایالات و قلمروهای کانادا به کلی با یکدیگر متفاوت‌اند. اما به‌طورکلی می‌توان گفت نظام آموزشی کشور کانادا از یک دوره پیش‌دبستانی با مدت زمانی ۱ تا ۲ سال؛ مقطع آموزش ابتدایی با مدت زمان ۵ تا ۸ سال و مقطع آموزش متوسطه، تا پایان پایه ۱۲ تحصیلی، متشکل شده است.

## اقتصاد

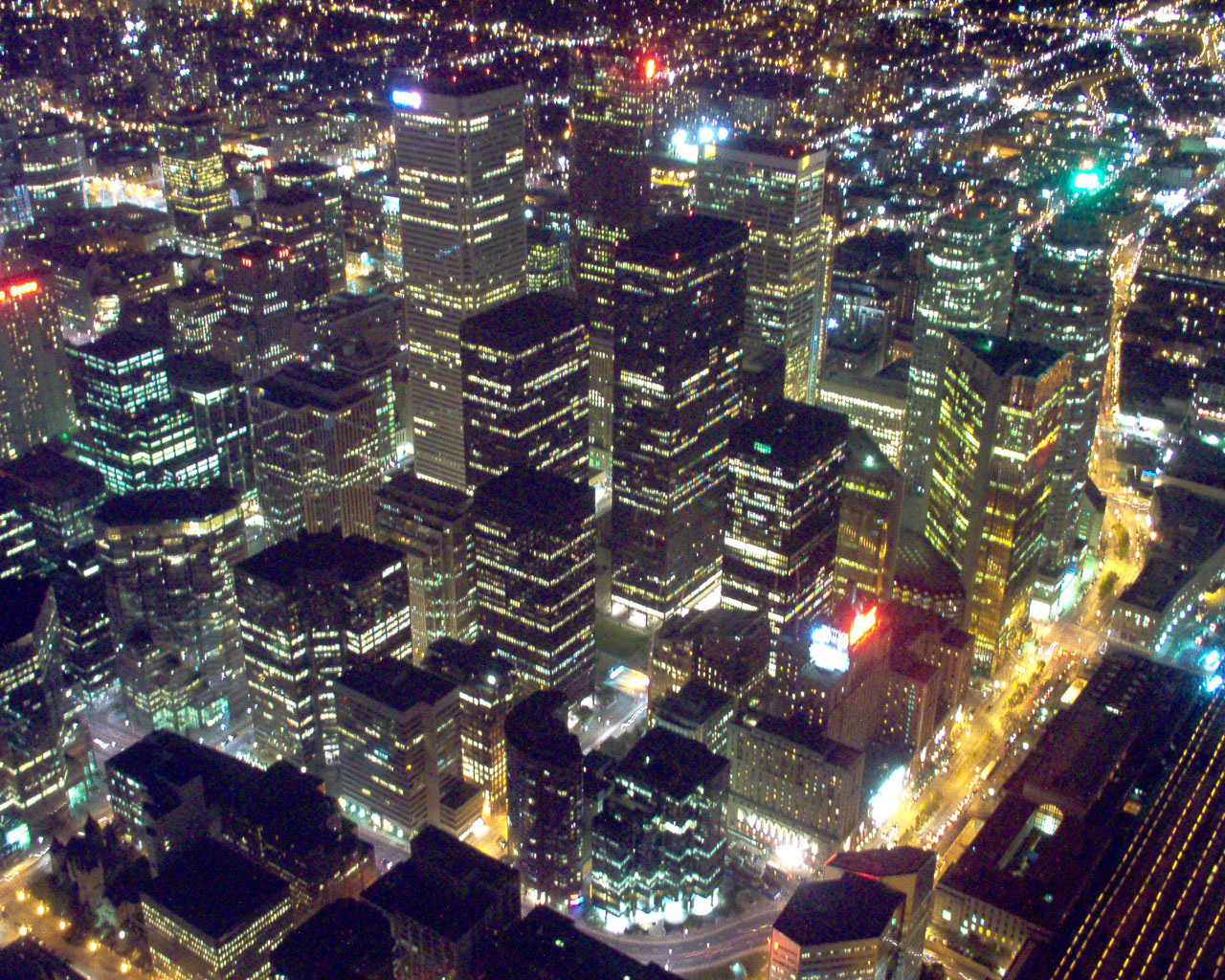
منطقهٔ تجاری مرکز شهر تورنتو در شب

کانادا با تولید ناخالص داخلی سهمی در حدود ۱٫۷۹ تریلیون دلار در رده یازدهم بزرگ‌ترین اقتصادهای جهان در سال ۲۰۱۵ قرار گرفت.
کانادا یکی از کشورهای عضو گروه هشت و سازمان همکاری اقتصادی و توسعه است. این کشور دارای منابع معدنی غنی، صنایع پیشرفته (همچون خودروسازی، صنایع شیمیایی و نفت، صنعت غذایی، چوب و کاغذ، صنایع معدنی و فلزی و شیلات) و محصولات فراوان کشاورزی (از جمله گندم، دانه‌های روغنی، میوه، سبزیجات و توتون) است.
این کشور از نظر صنعت و فناوری، کشوری پیشرفته است که سیستم اقتصادی آن به شدت به خصوص در بخش بازرگانی و داد و ستد به ایالات متّحده وابسته است، به نحوی که باعث شده این کشور رابطهٔ اقتصادی پیچیده و بلندمدتی را با این کشور داشته باشد - وابستگی این کشور به بخش منابع طبیعی گران‌بهایش نیز بسیار زیاد است.
مجموع صادرات کانادا در سال ۲۰۲۰ حدود ۴۴۶ میلیارد دلار و واردات آن حدود ۴۵۳ میلیارد دلار بوده است.
واحد پول این کشور دلار کانادا نام دارد. هر دلار کانادا معادل ۰٫۷۹۲ دلار آمریکاست.

## فرهنگ

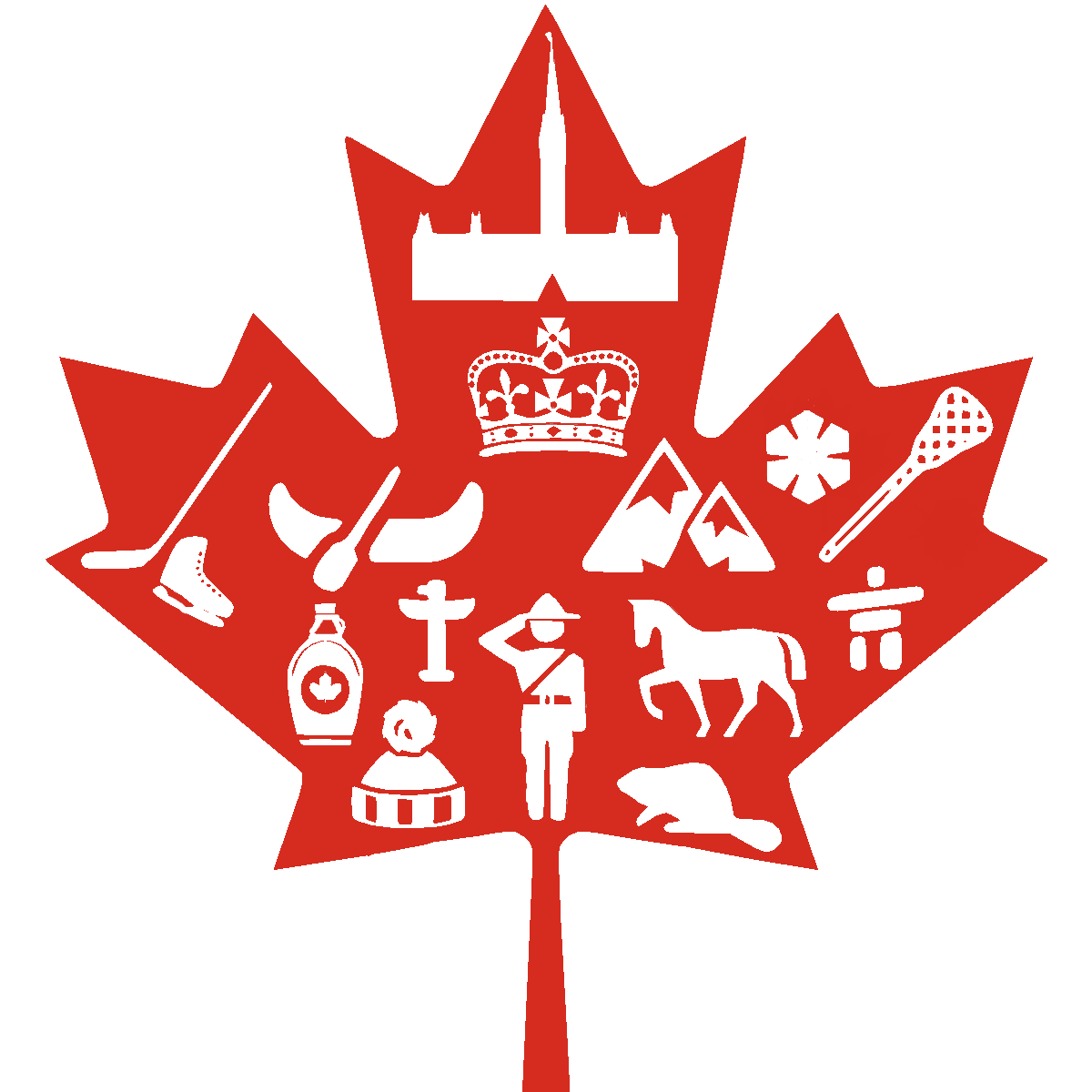
برخی از نمادهای فرهنگی کانادا در برگ افرا

فرهنگ کانادا از طیف گسترده‌ای از ملیت‌های تشکیل‌دهنده تأثیر پذیرفته است و سیاست‌هایی که باعث ارتقا به یک «جامعه عادلانه» می‌شوند توسط قانون اساسی این کشور محافظت شده‌اند. کانادا تأکید خاصی بر ایجاد برابری و فرا گیرندگی برای همه مردمش دارد. از چندگانگی فرهنگی معمولاً به عنوان یکی از دستاوردهای چشمگیر کانادا و یک عنصر تمایز آفرین کلیدی از هویت کانادایی، یاد می‌شود. هویت فرهنگی در کبک قدرتمند است و یک فرهنگ فرانسوی کانادایی متمایز از جامعه انگلیسی‌زبان کانادا وجود دارد. هرچند، کانادا درکل یک موزائیک فرهنگی و به عبارت دیگر مجموعه‌ای از خرده‌فرهنگ‌های قومی منطقه‌محور است.

### دولت
- وبگاه رسمی دولت کانادا
- وبگاه رسمی نخست‌وزیر کانادا
- وبگاه رسمی فرماندار کانادا